# Conde de Lumbrales
Conde de Lumbrales é um título de nobreza espanhol criado por Decreto Real de 11 de maio de 1888 e 19 de dezembro de 1888 de Maria Cristina da Áustria, regente durante a menoridade do rei Afonso XIII, a favor de Ricardo Jaime Pinto da Costa e Fernandez, por seus serviços à Província de Salamanca.
O rei Luís I de Portugal concedeu por decreto de 23 de abril de 1889, a Ricardo Jaime Pinto da Costa e Fernández a autorização de aceitação e uso do título em Portugal, postumamente, já que Ricardo Jaime havia morrido três meses antes.

## Condes de Lumbrales
1 - Ricardo Pinto da Costa e Fernández (31 de outubro de 1828 – 16 de janeiro de 1889), primeiro conde de Lumbrales. Foi proprietário e banqueiro na cidade do Porto, presidente da Associação Comercial do Porto, grão cruz da Ordem de Isabel a Católica, comendador da Ordem Militar de Cristo de Portugal, comendador da Ordem de Carlos III. Casou-se com Francisca Bartol y Pérez, proprietária em Lumbrales, província de Salamanca, e foi sucedido, em 1899, por seu filho:
2 - João Vítor Pinto da Costa Bartol (Lumbrales, 28 de julho de 1858 – Porto, 5 de março de 1932), segundo conde de Lumbrales. Comendador da Ordem de Nossa Senhora da Conceição de Vila Viçosa. Casou-se em 25 de setembro de 1902 com a Judite Emília Martins Pinto Ferreira Leite (29 de novembro de 1878 – ?), filha de João Pinto Ferreira Leite e sua esposa Emília Martins. Sua filha Maria Francisca Pinto da Costa Leite (29 de março de 1908 – ?) casou-se com José Gualberto Chaves Marques de Sá Carneiro, advogado, deputado, etc., os quais são pais de Francisco Manuel Lumbrales de Sá Carneiro, primeiro ministro de Portugal. Foi sucedido, em 1940, por seu primogênito:
3 - Ricardo Pinto da Costa Leite (Porto, 20 de julho de 1903 – ?), terceiro conde de Lumbrales. Engenheiro civil pela Faculdade de Engenharia da Universidade do Porto, serviu na Direção Geral dos Serviços Hidráulicos. Casou-se em Lisboa, aos 27 de janeiro de 1941, com Maria Gabriela Morgado de Albuquerque e Castro Müller (31 de maio de 1913 – ?), filha de João de Albuquerque e Castro Bravo Müller e de sua esposa Ermelinda Ema Martins Morgado. Sem descendentes. Seu irmão sucedeu-lhe:
4 - João Pinto da Costa Leite (3 de fevereiro de 1905 – 31 de dezembro de 1975), quarto Conde de Lumbrales. Doutor em Direito pela Faculdade de Direito da Universidade de Coimbra, onde foi nomeado Professor catedrático, Ministro das Finanças de Portugal de 1940 a 1950, Ministro das Obras Públicas de Portugal de 1943 a 1944, Ministro interino do Interior de Portugal em 1944 e Ministro da Presidência do Conselho de Ministros de Portugal de 1950 a 1955, membro da Academia das Ciências de Lisboa, etc.
Casou-se com Maria Amália Pires de Vasconcelos de Séguier Pereira (Porto, 6 de maio de 1903 – 1980). Ele foi sucedido, por reabilitação, através de seu filho:

### Com a reabilitação em 1987
5 - António Jaime de Séguier Pinto dá Costa (Coimbra, 28 de julho de 1935 - 2 de julho de 2021), quinto conde de Lumbrales. Casou-se com Ana Maria Doat (França, 22 de setembro de 1950). São pais de:
- João Maria Doat Pinto da Costa Lumbrales (França, 20 de agosto de 1981);
- Anaïs Geneviève Marie Doat Pinto da Costa Lumbrales (Madrid 2 de dezembro de 1984);
- Diane Marie Doat Pinto da Costa Lumbrales (Madri, 22) Maio de 1991).

6 - João Maria Doat Pinto da Costa Lumbrales (Francia, 20 de agosto de 1981 - ), VI conde de Lumbrales.